# Henry Lawrie
Henry James Lawrie (fl. XX secolo) è stato un calciatore argentino, di ruolo centrocampista.

## Caratteristiche tecniche
D'impostazione centrocampista, giocò anche come attaccante; grazie alla sua polivalenza tattica riusciva a giocare con uguale efficacia anche in difesa.

## Carriera

### Club
Nel 1906 partecipò alla Copa Campeonato con la maglia del Lomas Athletic di Lomas de Zamora: fu impiegato nella finale del torneo, giocando come ala destra. Al termine del campionato aveva realizzato 8 reti, che lo resero il miglior marcatore stagionale insieme ad altri quattro giocatori. Nel 1907 si trasferì all'Alumni, facendo parte della rosa che vinse il campionato. Rimase con l'Alumni fino al suo scioglimento, nel 1911.

### Nazionale
Debuttò in Nazionale il 10 ottobre 1909, nella gara di Copa Gran Premio de Honor Argentino contro l'Uruguay. In tale occasione giocò come mediano sinistro. L'11 settembre 1910 scese in campo a Valparaíso contro il Cile, segnando la rete d'apertura dell'incontro al 17º minuto. L'ultima presenza in Nazionale la ottenne il 29 ottobre 1911, contro l'Uruguay, nell'ambito della Copa Gran Premio de Honor Uruguayo.

## Palmarès

### Club

#### Competizioni nazionali
- Copa Campeonato: 3

Alumni: 1909, 1910, 1911
- Copa de Competencia Jockey Club: 1

Alumni: 1909

### Individuale
- Capocannoniere della Copa Campeonato: 1

1906 (8 gol)